# 墨爾本 (加利福尼亞州)
墨爾本（英語：Melbourne）是位於美國加利福尼亞州門多西諾縣的一個非建制地區。該地的面積和人口皆未知。

## 地理
墨爾本的座標為39°17′00″N 123°39′03″W / 39.28333°N 123.65083°W，而該地的平均海拔高度為51米（即167英尺）。